# Гуньба блакитна
Гуньба блакитна (Trigonella caerulea) — вид рослин родини бобових (Fabaceae) підродини метеликових (Faboidae).

## Опис і особливості вирощування
Однорічна трав'яна рослина, заввишки 30–100 см, з численними прямими гілками, які направлені вгору. Прилистки трикутні, зубчасті. Листки довгочерешкові, трійчасті, з яйцеподібними, до 5 см завдовжки листочками, по краю гостро-зубчатими. Суцвіття в пазухах верхніх листків, густе, кулясте. Квітки блакитні, інколи майже білі, дрібні, до 6,5 мм завдовжки. Плоди — дрібні обернено-яйцеподібні боби до 6 мм довжиною з нечисленним (2–3) насінням. Насіння світле, 1–2 мм у діаметрі, злегка сплюснуте.
Порівняно холодостійка рослина. Краще висівати у другій половині квітня. Оптимальні способи сівби — широкорядний (45 × 15, 60 × 15 см), або стрічковий (20+50) × 15 см. Глибина сівби 1,5–2,0 см. Сходи появляються на 8–10 добу. Незважаючи на відносну посухостійкість, гуньба під час цвітіння і формування насіння вимоглива до вологи. Перезволоження не переносить і швидко жовтіє. Для кращого росту бажано використовувати фосфатмобілізуючі мікроорганізми. Добрий попередник для усіх овочевих рослин, окрім бобових.
Кількість хромосом у соматичних клітинах складає 2n=16, або 32.

## Поширення
У дикому стані росте у середньоземноморських країнах. Культивується в Європі, Туреччині та Закавказзі.

## Використання
Для отримання ароматної приправи з ароматом грибів необхідно дотримуватися певних вимог. Верхівки пагонів скошують у період молочно-воскової стиглості бобів, коли вони мають найкращий аромат. Скошують на висоті 10–20 см, що дає можливість отримати отаву після повторного відростання. Зрізані рослини висушують у тіні під навісами. Після чого перетирають у порошок під назвою «грибна трава». Аналогічний продукт можна отримати й від розмелювання насіння.
Гуньбу блакитну використовують у кулінарії. Висушені та розмелені верхівки пагонів і плодів є основною сировиною до виробництва грузинської приправи уцхо-сунелі та одним з інгредієнтів приправи хмелі-сунелі. Надає дуже приємний присмак і аромат квашеній капусті, солоним огіркам, м'ясним і рибним стравам, супам. Має використання у сироварінні.
Рослина містить сапоніни стероїдні та амінокислоту канавалін. У народній медицині використовують при очних хворобах, як сечогінне, болетамувальне, протипухлинне, а також при подагрі та асциті. Відвар насіння як лактогенний засіб, а у ветеринарії — при ящурі.

## Галерея

Гуньба блакитна (Trigonella caerulea L.)
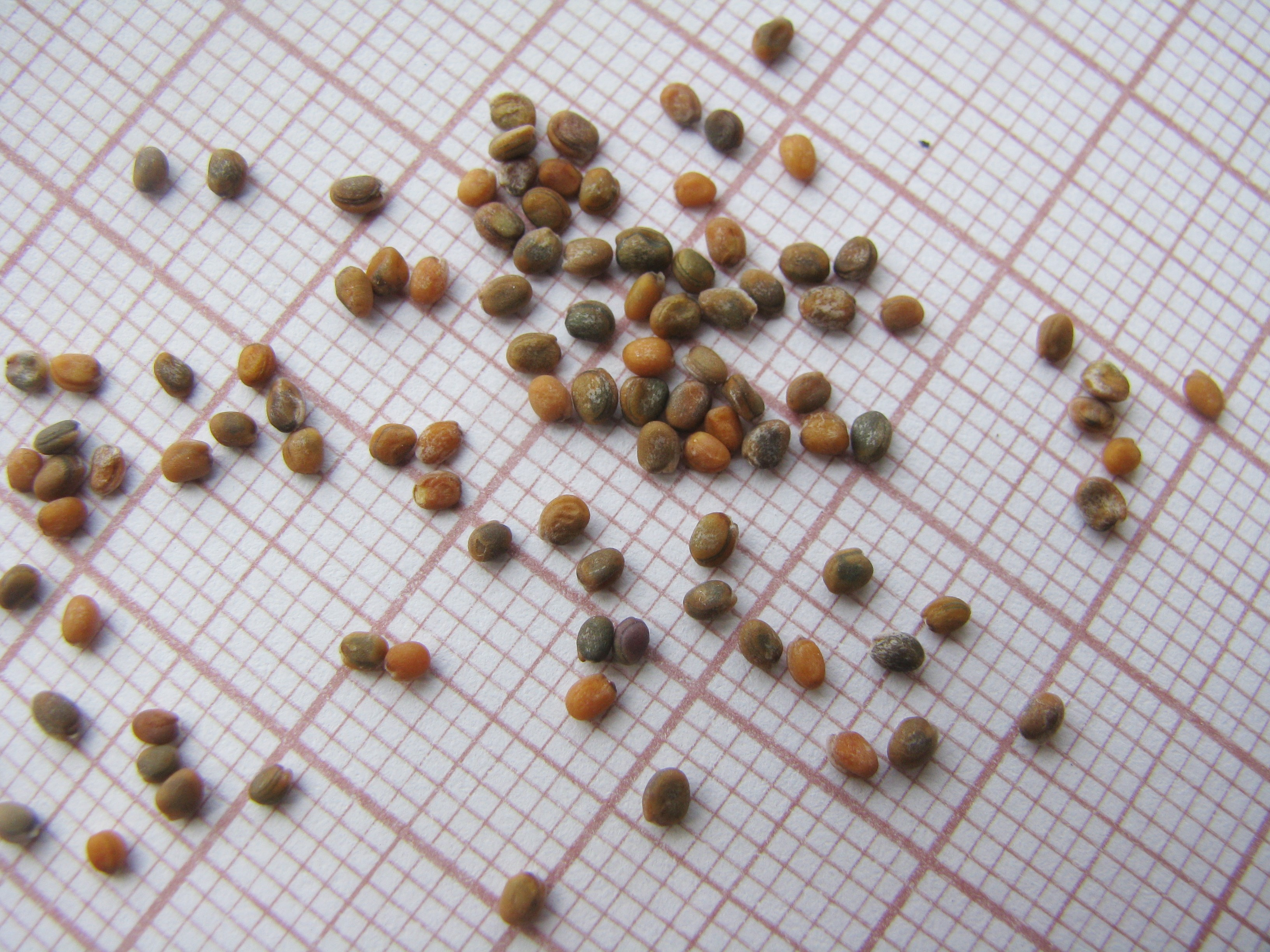
Насіння
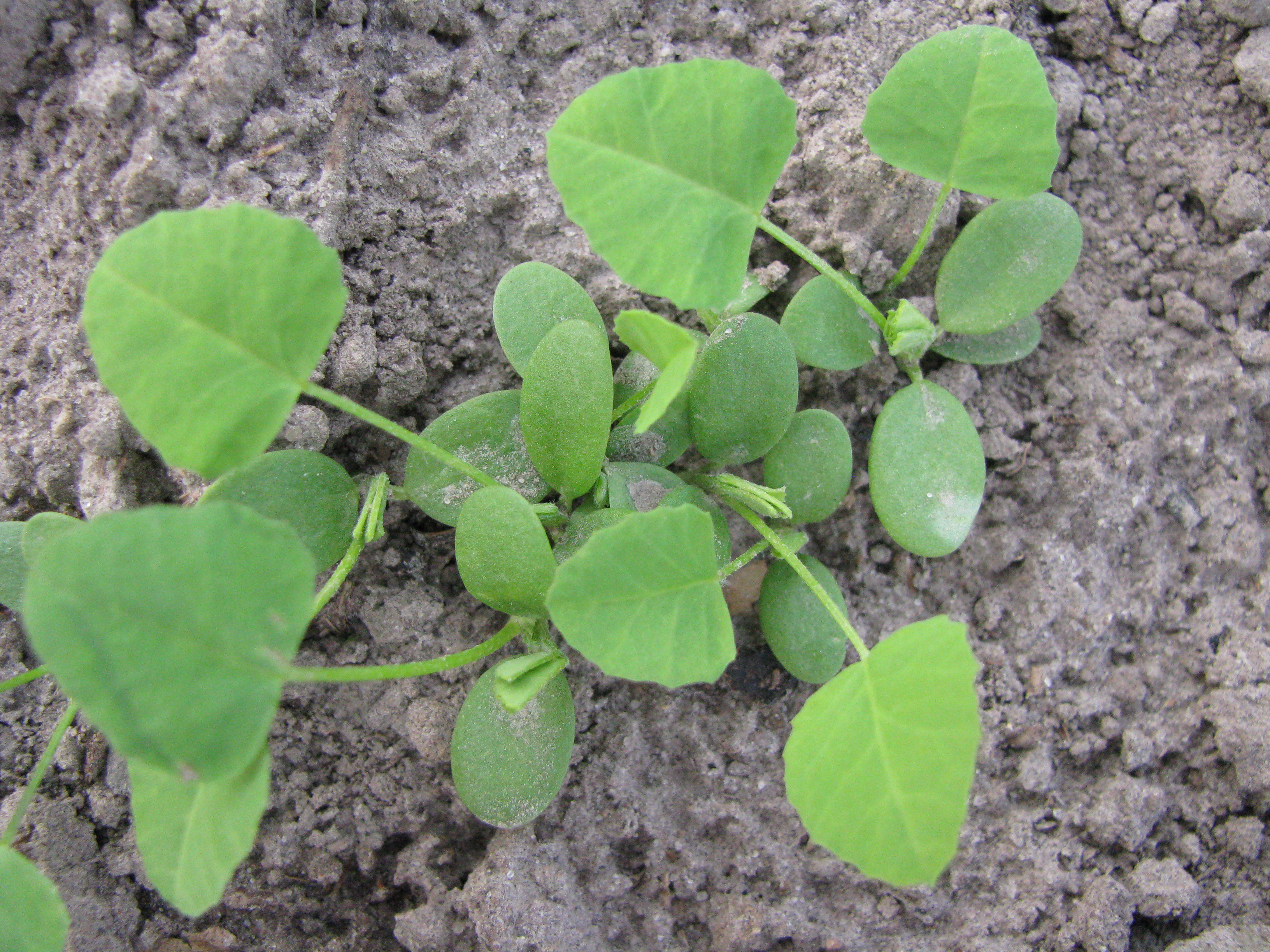
Молоді рослини після сходів
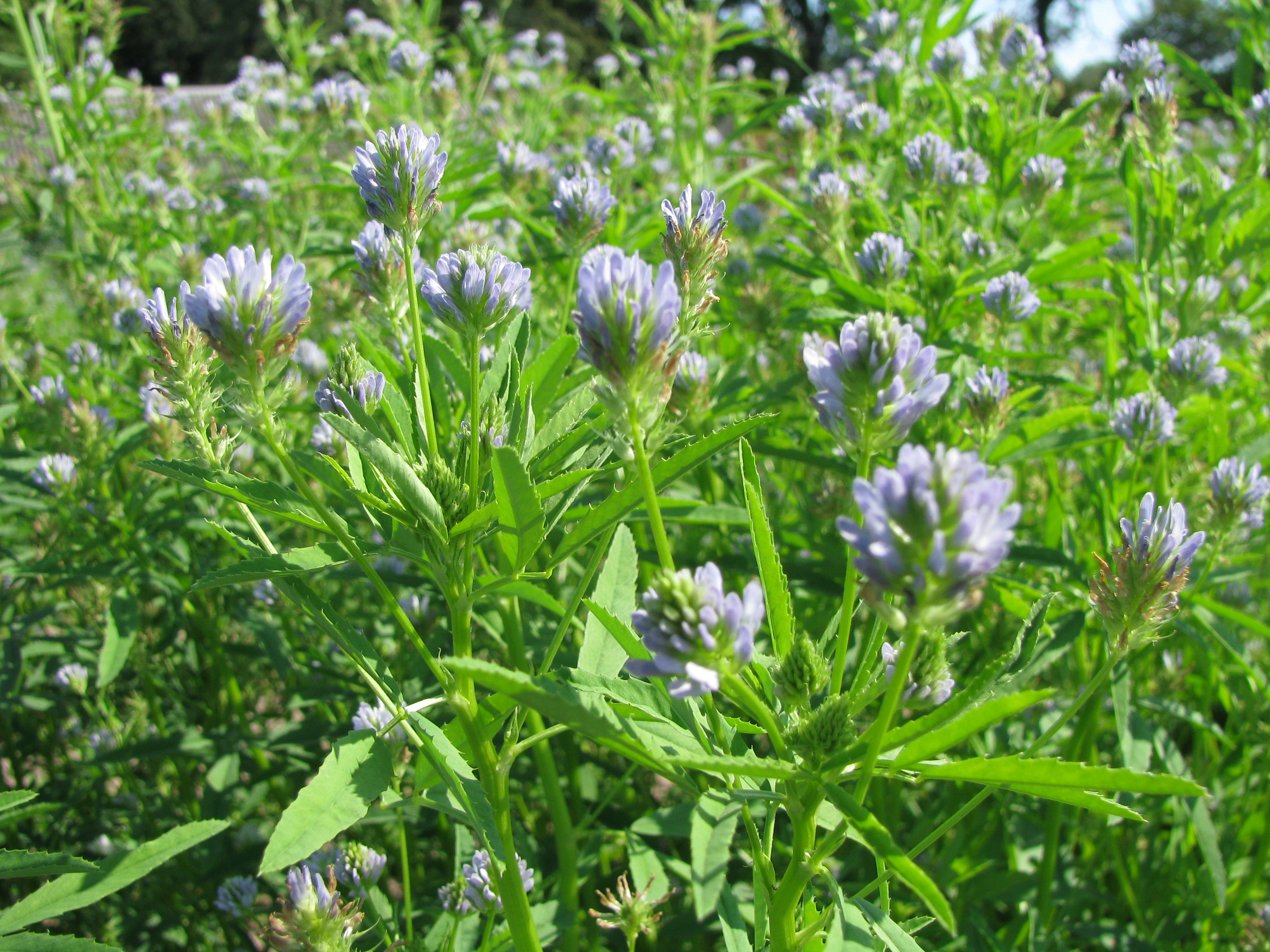
Цвітіння
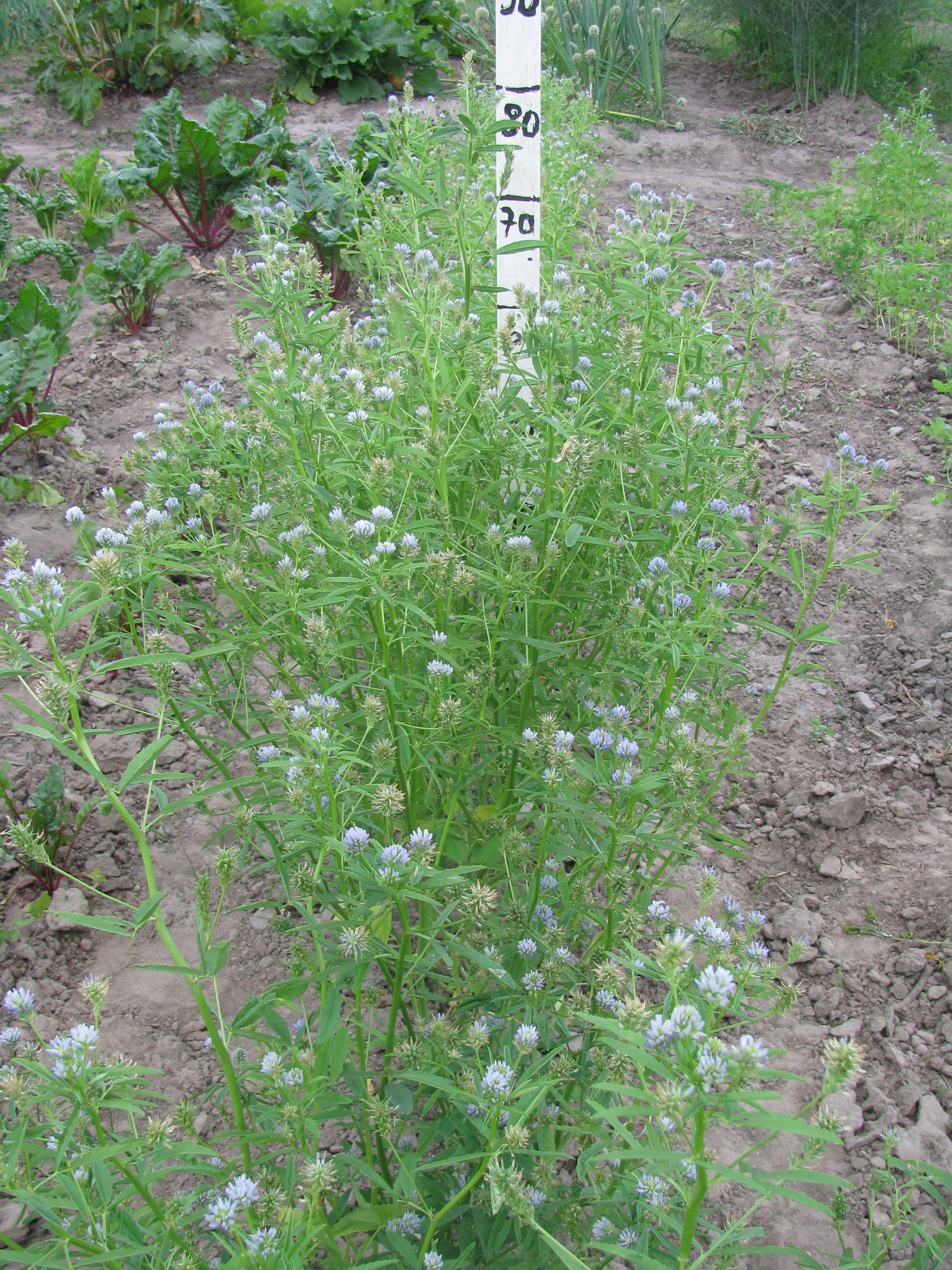
Доросла рослина
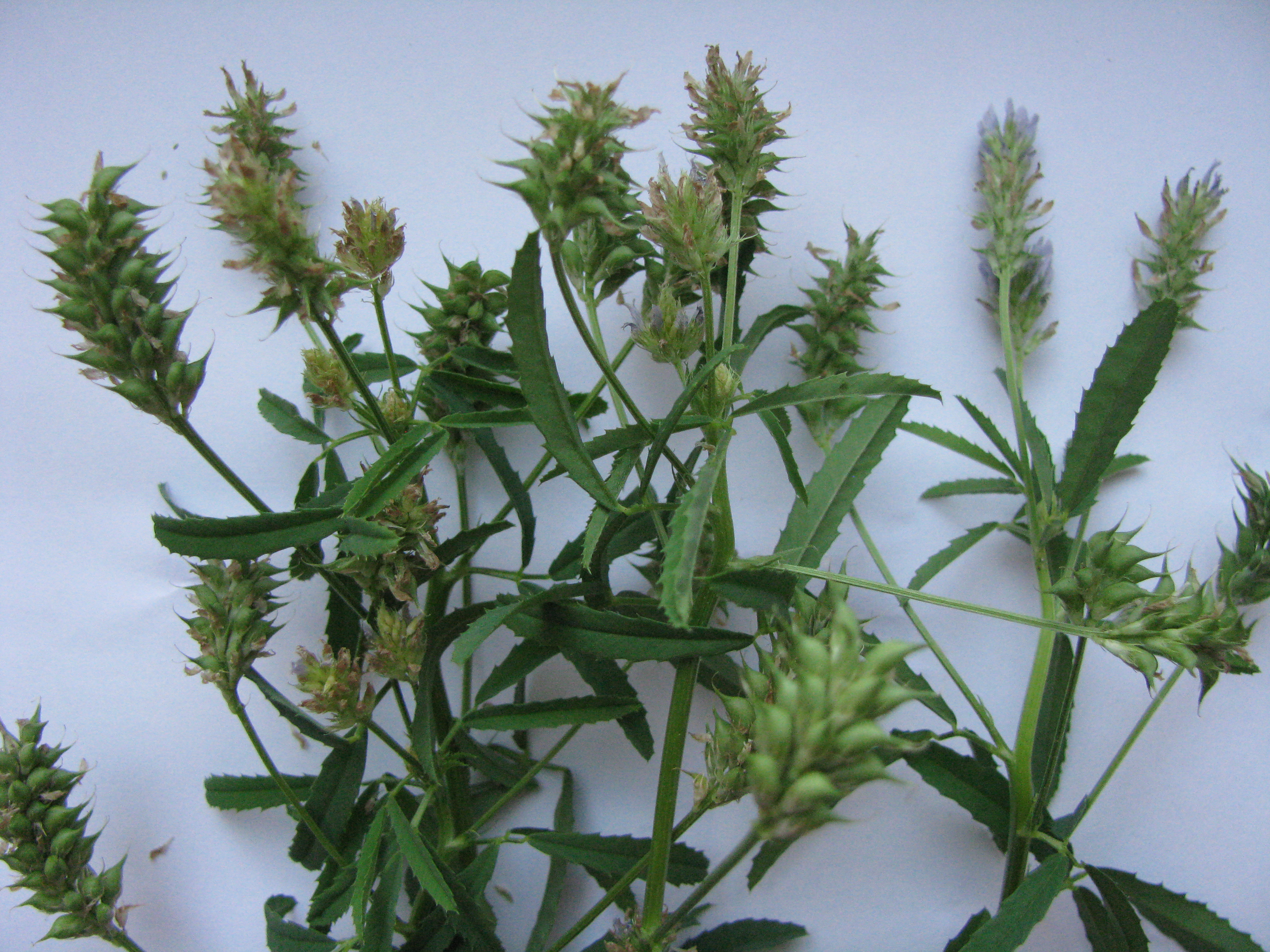
Суцвіття

|  | Це незавершена стаття про бобові. Ви можете допомогти проєкту, виправивши або дописавши її. |